# Skoarkkijávrátja
Skoarkkijávrátja, enligt tidigare ortografi Skårkijauratjah, är en sjö i Jokkmokks kommun i Lappland och ingår i Luleälvens huvudavrinningsområde. Sjön har en area på 0,043 kvadratkilometer och ligger 593 meter över havet. Skoarkkijávrátja ligger i Sarek Natura 2000-område.
Sjön avvattnas av Ráhpaädno och vattnet fortsätter därefter genom Blackälven (Smadjeädno), Lilla Luleälven och Luleälven) innan det når havet.